# Zauia

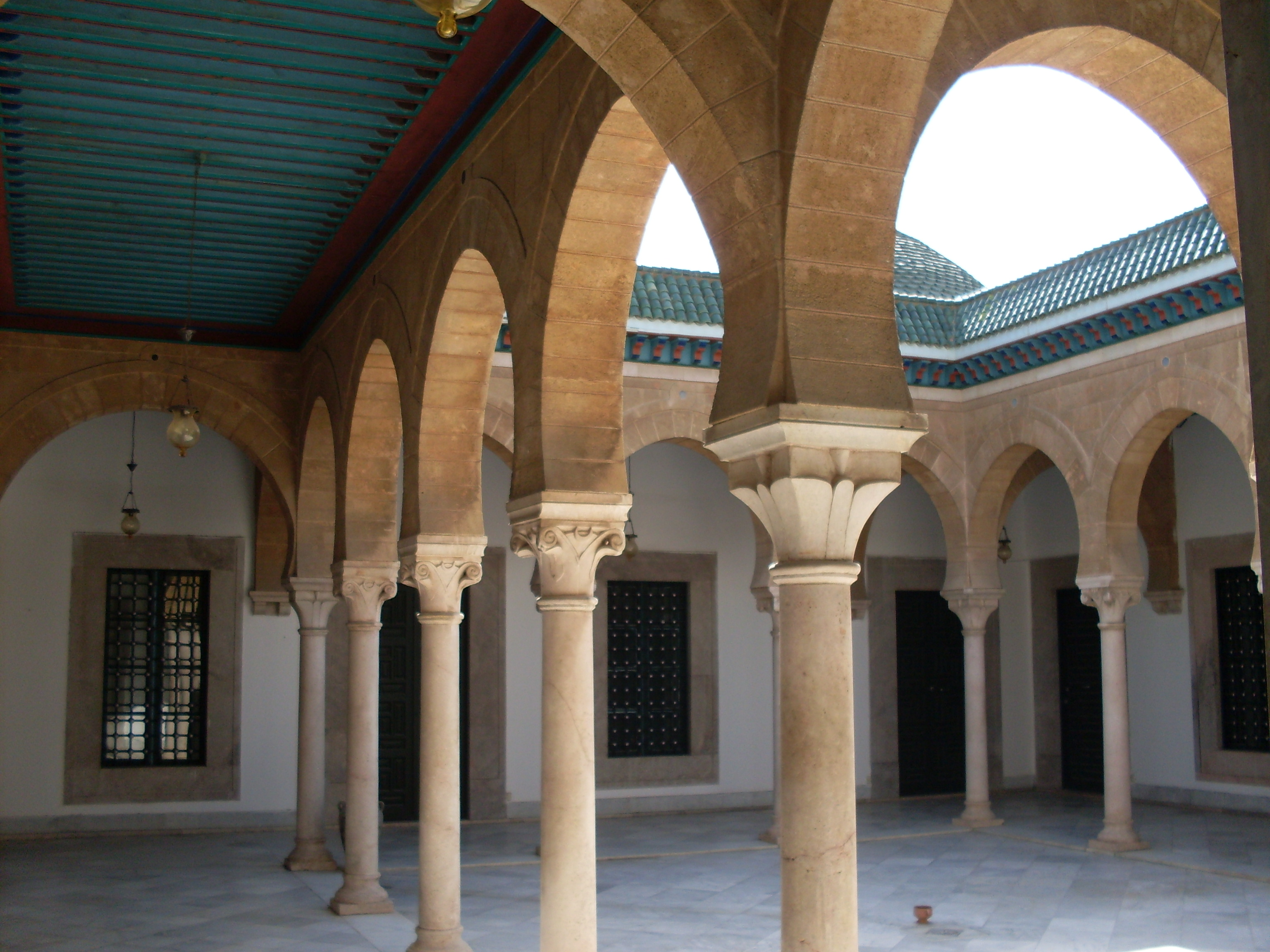
Zauia Sidi al Bahi em Tunes

Zauia  (em árabe: زاوية; romaniz.: az-zâwiya) ou azoia, também transliterado como zawiya,  zawiyah,  zaouiya, zaouïa, zwaya, etc., é um edifício religioso muçulmano. Em turco, é chamado  zaviye.
Em Portugal, o termo subsiste na toponímia da Estremadura (Santa Iria de Azoia, Azoia), do Ribatejo (Azoia de Cima, Azoia de Baixo) e da Beira Litoral (Azoia).

## Descrição

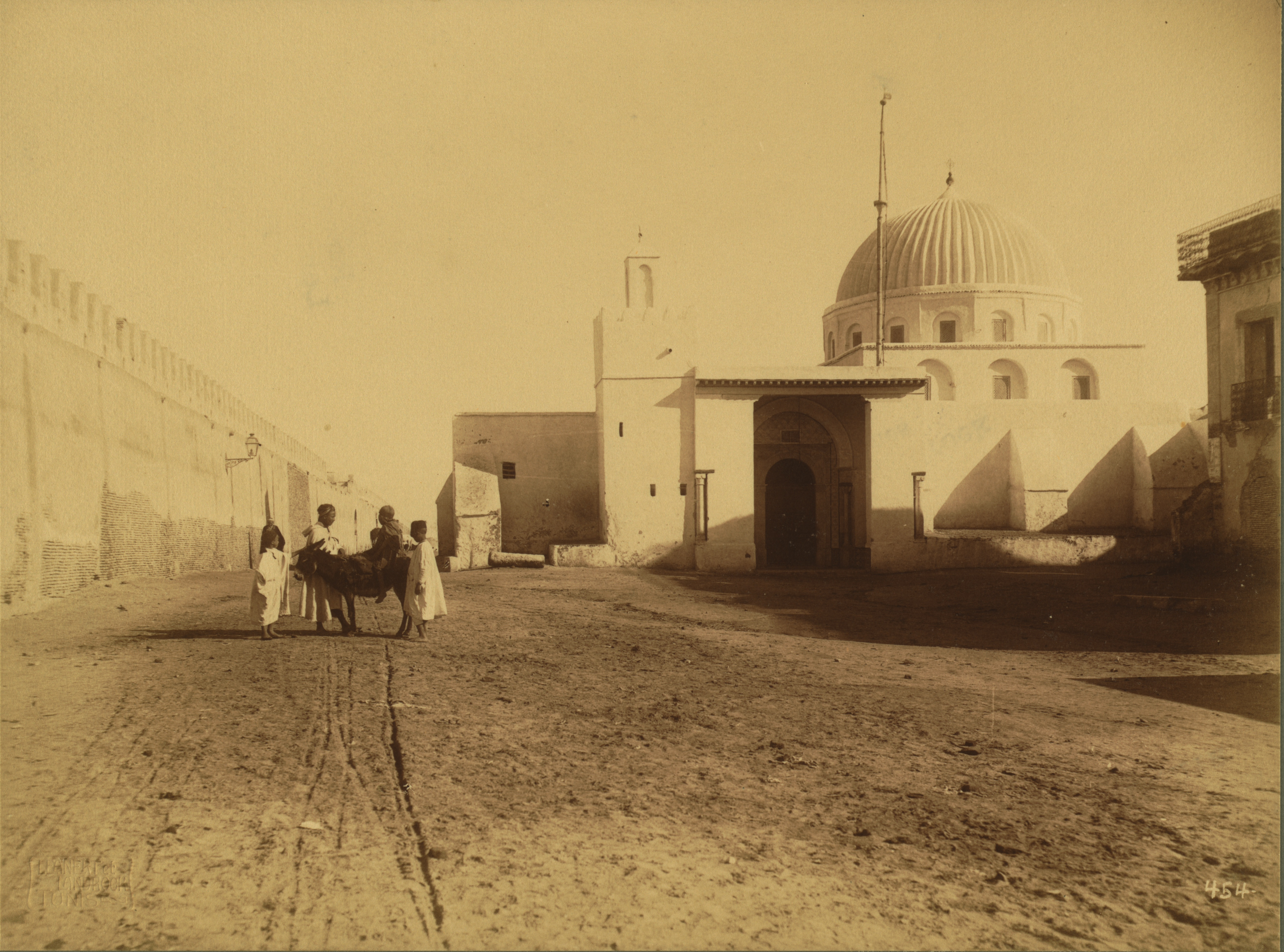
Uma zauia junto às muralhas da cidade de Cairuão na Tunísia no início do século XX

Inicialmente, este termo se refere a um local ou espaço reservado, no interior de uma estrutura maior, onde os Sufi (Místicos) podiam retirar-se,  como é sugerido pelo significado da  raiz da palavra árabe (ângulo ou canto).
Posteriormente, a palavra se refere a um complexo religioso com uma mesquita, salas para estudo e meditação e uma hospedaria para receber os mais necessitados. Aí executam-se as práticas espirituais e enterram-se os Santos fundadores das confrarias Sufi.
A comunidade Sufi (رابطة [rābita]) agrupa-se em uma arrábita (رباط [ribāt]), por vezes fortificada. No Magrebe, essas comunidades desenvolveram-se nas áreas urbanas sob a forma das zauias. Os membros dessas irmandades são às vezes chamados marabuto (مَرْبوط [marbūt] ou  مُرابِط [murābit]).
A colonização francesa e inglesa danificou alguns zauias e influenciou de maneira profunda a continuação de rituais e cerimônias. Na Argélia, fenômenos como a conquista francesa, as revoltas contra a ocupação, a guerra da independência e depois a guerra civil da década de 1990 perturbaram muito esses ritos.
No Magrebe, no sentido histórico, uma zauia era mais do que uma simples confraria recrutando adeptos. A sua propagação fez-se com adaptação do culto popular, entre os séculos XI e XIII. Fizeram-se, a maioria delas promotores da vida social. Especialmente em áreas onde o pensamento regionalista é forte, isto é, substancialmente na Tunísia, pouco na Argélia, e fortemente em Marrocos.
Em Marrocos, as zauias  moldaram em parte a sociedade, já a partir do fim da era almóada, quando Marrocos passava por uma fase de dislocação feudal, onde a ideia do Xerifismo ganhava vigor nas cidades tendo prestígio pela sua educação religiosa (como Fez, Marraquexe, etc ...).
Assim, há o culto dos santos, festas associadas a um evento sobre a felicidade popular, por exemplo o mussem. As zauias vão representar no Magrebe e, especificamente, em Marrocos, uma força específica à vontade popular. São elas que vão canalizar o combate, o jiade popular no século XVI , quando os portugueses e espanhóis vão se apoderar de praças e cidades da costa (Tânger, Ceuta, Badis etc ...). 
Atualmente, as zauias apenas têm um papel essencialmente folclórico em diferentes ocasiões, festas, casamentos, etc ...

## Organização das confrarias nas zauias

### Xeque
No topo da hierarquia encontra-se o xeque, líder espiritual e temporal da ordem, homem onipotente e onisciente, acredita ser favorecido por Deus clemente e misericordioso, que teria estendido suas bênçãos sobre a sua pessoa, delegando-lhe uma faísca da sua potência (a Baraca), que fizera dele um intermediário obrigatório para os seres humanos (a princípio contrária ao Islão). É o homem que teria um perfeito conhecimento da lei divina, que teria chegado à perfeição na arte de conhecer as enfermidades e males que afligem as almas, os remédios para orientá-las no caminho de Deus. É um verdadeiro sacerdote, herdeiro ou fundador do ensino especial na tariqa, o único que possuiria todos os segredos, que Alá teria honrado de todos os títulos divinos (Walîy, Sufi, Kotoba, Ghouta, etc). Caráter magnânimo, austera, sintetizando todas as virtudes, todas as ciências, tendo, supostamente, o dom dos milagres ; em uma palavra, o verdadeiro seguidor da tradição que tantas pessoas famosas têm ilustrado por sua piedade e conhecimento sufi, dervixe, marabuto.
O Xeque não reconhece outro poder acima do seu próprio, que o de Deus e de Maomé, não se inspira de nenhum outro pensamento que o sugerido pelo próprio Deus ou pelo seu iniciador todo potente, sentado no outro mundo (o iniciador é o antigo líder morto...), ao lado do trono soberano e imbuído dos sentimentos do Ser Supremo. Tal é o sentido místico da palavra, o xeque como o concebem os crentes sufis, seguidores ou servos da fraternidade sob o seu patrocínio.

### Califa
Em segundo lugar está o califa (khalīfah) ou tenente do xeque seu coadjutor em países distantes, investido de uma parte das suas atribuições, seu delegado perto dos fiéis. É às vezes referido pelo nome de Naïb, interino, mas então, o Naïb, como o próprio nome sugere, tem todos os poderes do califa sem ser formalmente investido com o título.

### Almocadém
Abaixo do califa está o almocadém (al-muqaddam), próximo dum vigário de concelho, fiel executor  das instruções que o xeque lhe dá , por via oral ou através de cartas. É o seu delegado para o vulgo, o verdadeiro propagador das doutrinas da tariqa, a alma da confraria, agora um missionário, depois diretor de um convento, Professor (a'lem) metrado ou ignorante.
Ele preenche nisso, o papel do dai dos Ismailitas, tem as mesmas atribuições, os mesmos direitos e deveres. O almocadém ainda não titular, leva como o califa, o título de naíbe (interino) (vicarius alterius, pl. Nouèb).
Os almocadéns dispõem geralmente de agentes especiais, mensageiros montados (rakeb no pl. Rokkab), especificamente responsáveis de prevenir os adeptos do dia da chegada do mestre, dar conhecimento das instruções aos irmãos reunidos, escritas ou orais, que o almocadém lhes envia de tempos em tempos, e de assegurar a ligação dos adeptos com o líder da ordem. Em algumas confrarias (Rahmaniya Taïbiya Hansaliya), esses auxiliares são chamados chaouch.

### Os cuanos e outros adeptos
Finalmente, vem na última escala da hierarquia, a massa dos adeptos que são qualificados de forma diferente, segundo as irmandades a que pertencem : seu nome genérico é cuanos (Khouan; irmãos), no Norte de África, e dervixe no Oriente.

## Algumas zauias no Magrebe

### Argélia
- Zauia Sidi Abu Yaaza Mahaji al-Jazairi (Sidi Bouazza Al Mahaji d.1277/1860
- Zauia Sidi Ahmed b. Aliwa (Cheikh Ahmed Al-Alawi d.1349)
- Zauia Sidi Hadj Hassaine (Béjaia/Chemini)(1350)
- Zauia Sidi Hachimi Tlemsani (1381)
- Zauia Sidi Mustafa Abdessalam Filali (1401).
- Zauia Sidi Abdellqadir Aissa (d.1412)
- Zauia Sidi Mohammed Belqayad (Cheikh Mohammed Belkaïd d.1413/1998)
- Zauia Sidi Ahmed Benyoucef Errachidi (Miliana)
- Zauia Si ben Alî Chrif (Akbou)
- Zauia Sidi Benchâa
- Zauia Sidi Bel-Ezrag
- Zauia de Sidi Benamar (Filaussene)
- Zauia Boudarga.
- Zauia Sidi Mulebar.
- Zauia de Si Tayeb Al Mahaji em Orão M'dina-Jdida
- Zauia Qadiriya
- Zauia el-Alaouia, Sidi Ahmed Ben Alioua fundador da tarika el-Alaouia de Mostaganem (1867-1934)
- Zauia Chadhiliyya
- Zauia Lalla Rahmaniya (Argel)
- Zauia Sidi M'hand Oumalek (Tifrit n'Ath oumalek)
- Zauia Sidi Moh'Ali oulhadj (Tifrit n'Aït el Hadj)
- Zauia Thaalibiya, fundador Sidi Abderrahmane Thaalibi
- Zauia Sennoussia dita Essanousiya do Xeque Bentekouk.
- Zauia Sidi Serhane.
- Zauia Taîbiya, Moulay Abdallah Xerife nascido no século XVI
- Zauia Dradra é uma Zauia fundado nos Orés por el-Hachemi Benderdour[5] no princípio do século XX, na Argélia.
- Zauia Sidi Boukachabia em Oued aneb.
- Zauia Sidi-Uaabe
- Zauia de Aiune al-Berranis 1870 perto de Takhemaret;
- Zauia Sidi Yakkout
- Zauia Derkaouia
- Xadilia-Darcauia-Mahajiia :
- Zauia Sidi Mohammed b. Qaddur Wakili. (Sidi Mohammed Ben Kaddour Al Oukili)
- Zauia Sidi Mohammed al-Habri Azzawi (Sidi El Hebri d.1313/1898).
- Zauia Sidi Mohammed Boudali. (Sidi Boudali)
- Zauia Sidi Mohammed Bouzidi al-Jazairi (Cheikh El Bouzidi d.1824/1909).

### Marrocos
- Zauia Habria Derquaouia Oujda
- Zauia Naciria
- Zauia Timguidcht
- Zauia Kettania
- Zauia Cherqaouia
- Zauia Aïssaouia, Aïssaoua que foi fundada por Sidi Maomé ibne Aissa nascido em  1523 em Mequinez.
- Zauia Harrakia
- Zauia Hamdouchia
- Zauia Tidjaniya
- Zauia Qadiriya Boutchichiya
- Zauia Uazânia
- Buatlaui, à 35 km de Marraquexe
- Zauia Tagia
- Zauia Hamezauia
- Zauia Darcuia um Xarife Idrisi Mulei Larbi Darcaui cria a ordem dos darcuidas.

### Tunísia
- Zauia de Sidi Mehrez. Tunes
- Zauia de Sidi Brahim Riahi. Tunes
- Zauia de Sidi Belhassen Chedly. Tunes
- Zauia de Sidi Ben Arous. Tunes
- Zauia de Sidi Kacem El Jellizi. Tunes
- Zauia de Sidi Bou Saïd. Tunes
- Zauia de Lella Manoubia. Manuba
- Zauia de Sidi Sahab. Cairuão
- Zauia de Sidi Amor Abada. Cairuão
- Zauia de Sidi Abid El Ghariani. Cairuão
- Zauia de Sidi Ben Azzouz. Nefta
- Zauia de Sidi Bouteffaha. Béja
- Zauia de Sidi Salah Zlaoui. Béja
- Zauia de Sidi Abdelkader. Béja
- Zauia de Sidi Bou Arba. Béja
- Zauia de Sidi Taieb. Béja
- Zauia de Sidi Baba Ali Smadhi. Béja
- Zauia de Sidi Ali El Mekki
- Zauia de Sidi Boudaouara. Sfax
- Zauia de Sidi Boulbaba. Gabès
- Zauia de Sidi Ibraim Jomni. Djerba